# Chaux-des-Prés
Chaux-des-Prés – miejscowość i dawna gmina we Francji, w regionie Burgundia-Franche-Comté, w departamencie Jura. W 2013 roku jej populacja wynosiła 184 mieszkańców. 
W dniu 1 stycznia 2016 roku z połączenia dwóch ówczesnych gmin – Chaux-des-Prés oraz Prénovel – utworzono nową gminę Nanchez. Siedzibą gminy została miejscowość Chaux-des-Prés. 